# Serviço de Atendimento ao Cidadão
O Serviço de Atendimento ao Cidadão (mais conhecido pela sigla SAC), autointitulado como "modelo de atendimento através de unidades integradas", é um serviço público criado em 1995 no estado da Bahia, pela Secretaria da Administração do Estado da Bahia (SAEB), por meio da Superintendência de Atendimento ao Cidadão. Fornece em um mesmo local, atendimentos para emissão de documentos e realização de serviços, como a emissão da cédula de identidade, Carteira Nacional de Habilitação, carteira de trabalho, passaporte, título eleitoral e seguro-desemprego, num total de 32 instituições prestando cerca de 700 serviços diferentes. Atualmente possui 79 unidades de atendimento no estado da Bahia, sendo quinze postos fixos em Salvador e Região metropolitana, 21 no interior do estado e três unidades móveis, além de 40 unidades do Ponto SAC (anteriormente Ponto Cidadão).
Em uma pesquisa realizada entre agosto e novembro de 2015, revelou-se 95,6% de satisfação entre os usuários do serviço. Entre o período de 1995 a 31 de julho de 2020 foram realizados cerca de 210 milhões de atendimentos.

## Histórico

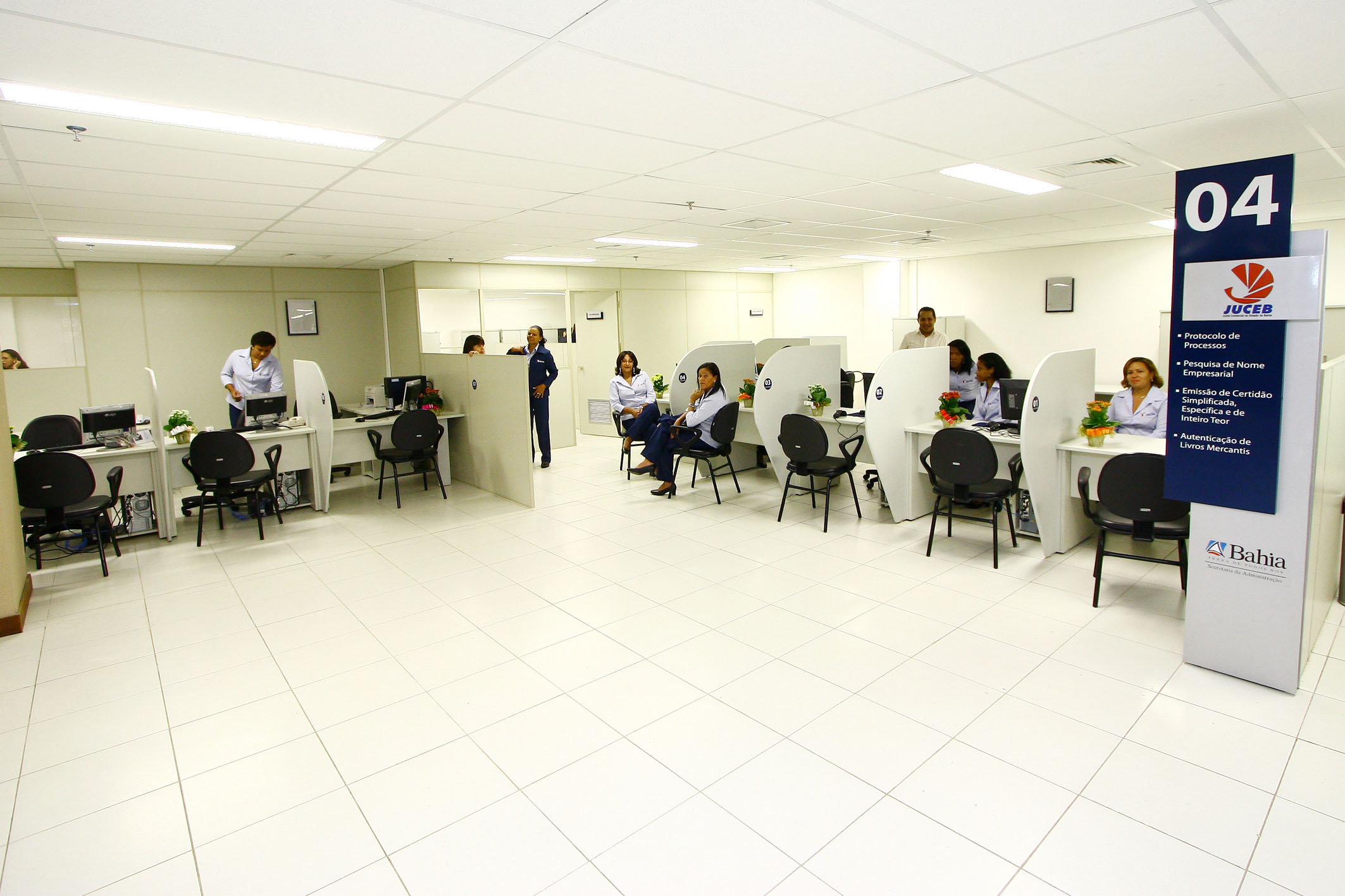
Interior da unidade localizada no Salvador Shopping.

O Serviço de Atendimento ao Cidadão teve a sua primeira unidade inaugurada em Salvador, no bairro do Comércio, em 1º de setembro de 1995, no prédio do Instituto do Cacau. Um ano depois, inaugurou a sua segunda unidade fixa no Shopping Barra, também em Salvador, no dia 25 de outubro de 1996. A primeira unidade no interior do estado viria a ser inaugurada no ano seguinte, em 9 de maio de 1997, na cidade de Feira de Santana. Em outubro de 1998, o Governo do Estado da Bahia assinou, em parceria com a ONU, um protocolo de intenções para cooperação técnica, com o objetivo de recomendar a adoção desse modelo de atendimento para os países membros da ONU, como Portugal e a Colômbia, que já implementaram um projeto semelhante. Em 23 de junho de 2004, o SAC foi reconhecido pela ONU como "modelo internacional de excelência em administração pública", tendo sido vencedor na categoria de "aprimoramento dos resultados dos serviços públicos". Em 22 de fevereiro de 2016, foi inaugurado na unidade de Cajazeiras, em Salvador, um posto de coleta de sangue, em parceria com a HEMOBA (Fundação de Hematologia e Hemoterapia da Bahia), com um intuito de tentar amenizar o déficit de bolsas de sangue no estado, cujo percentual de doações em 2015 era de apenas 1%; o posto tem a capacidade de coletar 120 bolsas por dia.
Existem dois serviços voltados ao funcionalismo público, chamados de SAC Educação e SAC Servidor. O primeiro, que visa especificamente os professores da rede estadual de ensino da Bahia, foi criado em 2009 e possui duas unidades, uma em Salvador (no prédio do Instituto do Cacau, onde também funciona a unidade do SAC Comércio) e outra na cidade de Feira de Santana, no interior do estado. Já o SAC Servidor, criado em 2013, voltado para os funcionários públicos em geral, conta com somente uma unidade, em Salvador, no bairro da Boca do Rio.
Em 29 de setembro de 1996, foi criado o SAC Móvel, que visa levar os serviços prestados pela rede a todo o interior do estado. Atualmente, o projeto conta com três carretas, que fazem percursos distintos, com o objetivo de atender o máximo de municípios por ano no estado, permanecendo cerca de dois a três dias em cada cidade, e passando em por volta de 255 localidades diferentes ao ano. Todavia, o SAC Móvel também atende em Salvador em alguns períodos do ano. Em casos específicos, uma unidade pode ser deslocada para atender a uma localidade que sofreu algum tipo de desastre, afim de tentar amenizar as perdas dos moradores, facilitando a emissão dos novos documentos.
Paralelamente ao SAC, foi criado em junho de 2008 o Ponto Cidadão, com a finalidade de expandir ainda mais os serviços a um custo reduzido e de maneira descentralizada, em parceria entre o governo do estado e as prefeituras das cidades. Atualmente possui 28 unidades. Em 2017 teve o seu nome alterado para Ponto SAC.
Apesar dos reconhecimentos nacionais e internacionais, o serviço acumula várias ocorrências envolvendo os seus funcionários, majoritariamente terceirizados. Tendo diversas empresas terceirizadas diferentes assumindo o contrato dos trabalhadores do serviço nos últimos anos, foram diversas as paralisações dos funcionários, devido a, principalmente, atraso no repasse dos salários. Em decorrência disso, o tempo médio de permanência de cada empresa é de apenas dois anos, pois sempre que esses casos veem a tona, a Secretária da Administração do Estado do Bahia (SAEB) ver-se na necessidade de rescindir o contrato com as empresas.